# Taj Finger
Taj Finger (* 14. August 1986 in Mount Kisco, New York) ist ein US-amerikanischer Basketballspieler, der in der Saison 2009/2010 für die BG Göttingen in der Basketball-Bundesliga spielt.

## Karriere
Taj Finger begann seine Karriere an der renommierten Stanford University und spielte dort für die Stanford Cardinal. Durch gute Kontakte des Trainers John Patrick, welcher ebenfalls auf der Stanford University studierte, wechselte er zur Saison 2009/2010 in die Basketball-Bundesliga zur BG Göttingen.